# Eustachio Kugler
Eustachio (al secolo Josef) Kugler (Neuhaus bei Nittenau, 15 gennaio 1867 – Ratisbona, 10 giugno 1946) è stato un religioso tedesco dell'Ordine Ospedaliero di San Giovanni di Dio. È stato beatificato nel 2009 da papa Benedetto XVI.

## Il culto
Il 19 dicembre 2005 papa Benedetto XVI ha autorizzato la Congregazione per le Cause dei Santi a promulgare il decreto riguardante le virtù eroiche di Eustachio Kugler, riconoscendogli il titolo di venerabile.
È stato proclamato beato il 4 ottobre 2009 nel corso di una cerimonia celebrata nella cattedrale di Ratisbona e presieduta dall'arcivescovo Angelo Amato, pro-prefetto della Congregazione per le Cause dei Santi, in rappresentanza di papa Benedetto XVI.